# Graeme Allwright
Graeme Allwright (Wellington, 7 novembre 1926 – Couilly-Pont-aux-Dames, 16 febbraio 2020) è stato un cantante, musicista e attore teatrale neozelandese naturalizzato francese.

## Biografia
Nato a Wellington, crebbe a Hawera. Esordì in teatro nella città natale appena quindicenne, mettendosi subito in luce, tanto da vincere una borsa di studio per frequentare la scuola di recitazione annessa all'Old Vic di Londra. Gli fu offerto un posto presso la Royal Shakespeare Company, ma lo rifiutò per trasferirsi in Francia nel 1948 con la sua ragazza, Catherine Dasté, figlia dell'attore e regista teatrale parigino Jean Dasté. Nel 1951 i due si sposarono, ma il matrimonio naufragò, nonostante la nascita di tre figli maschi.
Allwright per alcuni anni fu attivo sulle scene teatrali francesi svolgendo al contempo varie altre occupazioni: divenne anche insegnante d'inglese nelle scuole. Imparò a suonare la chitarra dopo essersi appassionato all'ascolto di artisti come Woody Guthrie, Tom Paxton e Pete Seeger. All'inizio degli anni '60 iniziò ad esibirsi in piccoli club a Parigi, dove conobbe la cantante Colette Magny e l'attore e cantante Marcel Mouloudji, che rimasero colpiti dalla sua capacità di adattare in francese i testi dei brani di Bob Dylan e Leonard Cohen.
Fu proprio Mouloudji che aiutò Allwright a incidere nel 1965 il suo disco d'esordio, contenente adattamenti di canzoni di Woody Guthrie, Oscar Brand e Paul Koulak, oltre a pezzi propri. Il suo secondo album uscì nel 1968, durante il Maggio francese, e fu subito popolare tra gli studenti contestatori. Lo stesso Allwright si unì a loro, ritrovandosi persino coinvolto in una manifestazione organizzata nel Quartiere Latino di Parigi. Sebbene la sua musica fosse strettamente associata al movimento studentesco, Allwright non colse subito la percezione di quanto esso fosse storicamente importante, come ebbe a dichiarare in seguito. In ogni caso egli divenne un idolo della controcultura francese di sinistra.
Negli anni '70 Allwright continuò a incidere dischi ma intraprese anche numerosi viaggi, soggiornando in India, nelle Americhe e in vari paesi africani. Nel 1973 conobbe di persona Leonard Cohen: nacque così l'album Graeme Allwright chante Leonard Cohen. Nello stesso anno registrò un disco live all' Olympia. A metà decennio si recò nell'isola della Riunione, dove rimase per diciotto mesi.
Nel 1980 realizzò un tour con Maxime Le Forestier per supportare l'associazione Partage, che si occupa dei bambini del Terzo Mondo. Il concerto tenuto al Palais des Sports di Parigi venne registrato in un album live.
La fama di Graeme Allwright si mantenne alta in Francia anche nel terzo millennio. L'artista rimase invece ignorato quasi del tutto nel paese d'origine.
Nel 2015, dopo aver tenuto una serie di concerti, annunciò il ritiro, tuttavia nel 2017 incise un singolo, Leonard, dedicato a Cohen, venuto a mancare l'anno prima.
Graeme Allwright morì a 93 anni nel febbraio del 2020. A darne notizia fu la figlia Jeanne, nata dal suo secondo matrimonio. 

## Discografia

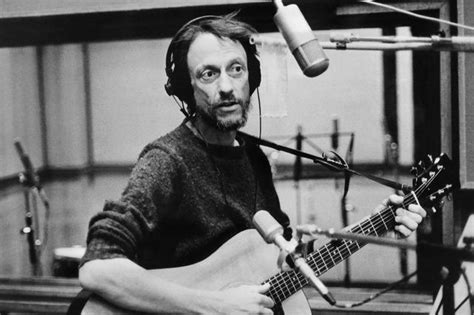
Graeme Allwright nel 1978

### Album
- Graeme Allwright (aka Le trimardeur), 1965, BAM
- Graeme Allwright (aka Joue, joue, joue), 1966, Mercury
- Le jour de clarté, 1968, Mercury
- Recollections, 1970, Mercury
- A Long Distant Present from Thee ... "Becoming,", 1971, Mercury 6459 100
- Jeanne d'Arc, 1972, Mercury
- Graeme Allwright chante Leonard Cohen, 1973, Mercury
- À l'Olympia, 1973, Mercury
- De passage, 1975, Mercury
- Questions..., 1978, Mercury
- Condamnés?, 1979, Mercury
- Graeme Allwright et Maxime Le Forestier enregistement au Palais des Sports, 1980, Mercury
- Ombres, 1981, Mercury
- Lumière, 1992, EPM
- Live, 1994, EPM
- Graeme Allwright & The Glenn Ferris Quartet, 2000, EPM